# Comuna Negoi, Dolj
Negoi este o comună în județul Dolj, Oltenia, România, formată numai din satul de reședință cu același nume.

## Demografie
Componența etnică a comunei Negoi
     Romi (51%)
     Români (40,86%)
     Alte etnii (8,14%)
Componența confesională a comunei Negoi
     Ortodocși (88,56%)
     Penticostali (3%)
     Alte religii (0,3%)
     Necunoscută (8,14%)
Conform recensământului efectuat în 2021, populația comunei Negoi se ridică la 2.298 de locuitori, în creștere față de recensământul anterior din 2011, când fuseseră înregistrați 2.235 de locuitori. Majoritatea locuitorilor sunt romi (51%), cu o minoritate de români (40,86%). Din punct de vedere confesional, majoritatea locuitorilor sunt ortodocși (88,56%), cu o minoritate de penticostali (3%), iar pentru 8,14% nu se cunoaște apartenența confesională.

## Politică și administrație
Comuna Negoi este administrată de un primar și un consiliu local compus din 11 consilieri. Primarul, Lidia-Adriana Zavelea[*], de la Partidul Social Democrat, este în funcție din 2012. Începând cu alegerile locale din 2024, consiliul local are următoarea componență pe partide politice:
|  | Partid                          | Consilieri | Componența Consiliului | Componența Consiliului | Componența Consiliului | Componența Consiliului | Componența Consiliului |
|  | ------------------------------- | ---------- | ---------------------- | ---------------------- | ---------------------- | ---------------------- | ---------------------- |
|  | Partidul Social Democrat        | 5          |                        |                        |                        |                        |                        |
|  | Partidul Național Liberal       | 4          |                        |                        |                        |                        |                        |
|  | Alianța pentru Unirea Românilor | 2          |                        |                        |                        |                        |                        |